# 皮亚诺 (上科西嘉省)
皮亚诺（法語：Piano，法語發音：[pjano] ⓘ）是法国上科西嘉省的一个市镇，属于科尔泰区。

## 地理
皮亚诺（42°26'50"N, 9°24'11"E）面积3.41 平方千米，位于法国上科西嘉省，该省份位于科西嘉北部，后者为地中海西部的一座岛屿，也是法国的一个单一领土集体，位于法国大陆部分的东南面，意大利半島的西面，最临近的地块是撒丁岛。
与皮亚诺接壤的市镇（或旧市镇、城区）包括：卡萨尔塔、蒙泰、拉波尔塔、斯卡塔。

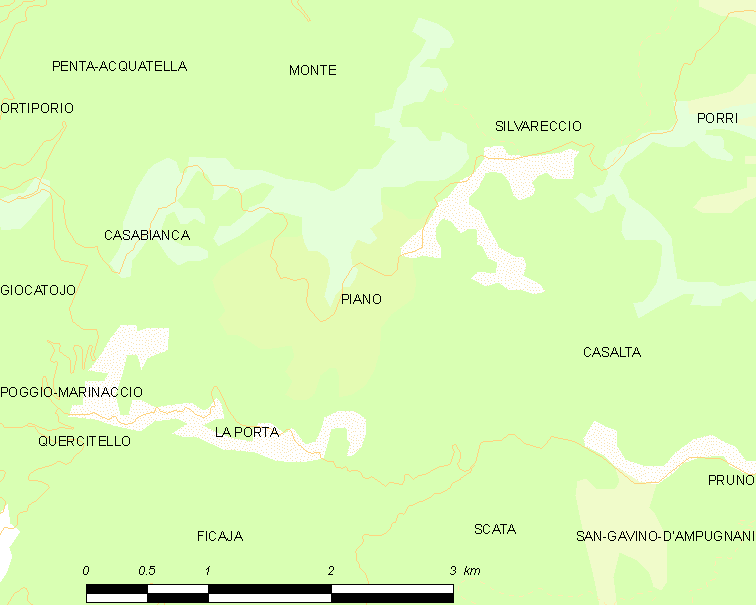
的OSM定位图

皮亚诺的时区为UTC+01:00、UTC+02:00（夏令时）。

## 行政
皮亚诺的邮政编码为20215，INSEE市镇编码为2B214。

## 政治
皮亚诺所属的省级选区为卡辛卡-富马尔托县。

## 人口

1962-2008年间人口变化图示

皮亚诺于2022年1月1日时的人口数量为18人。